# Piedra del Cocuy

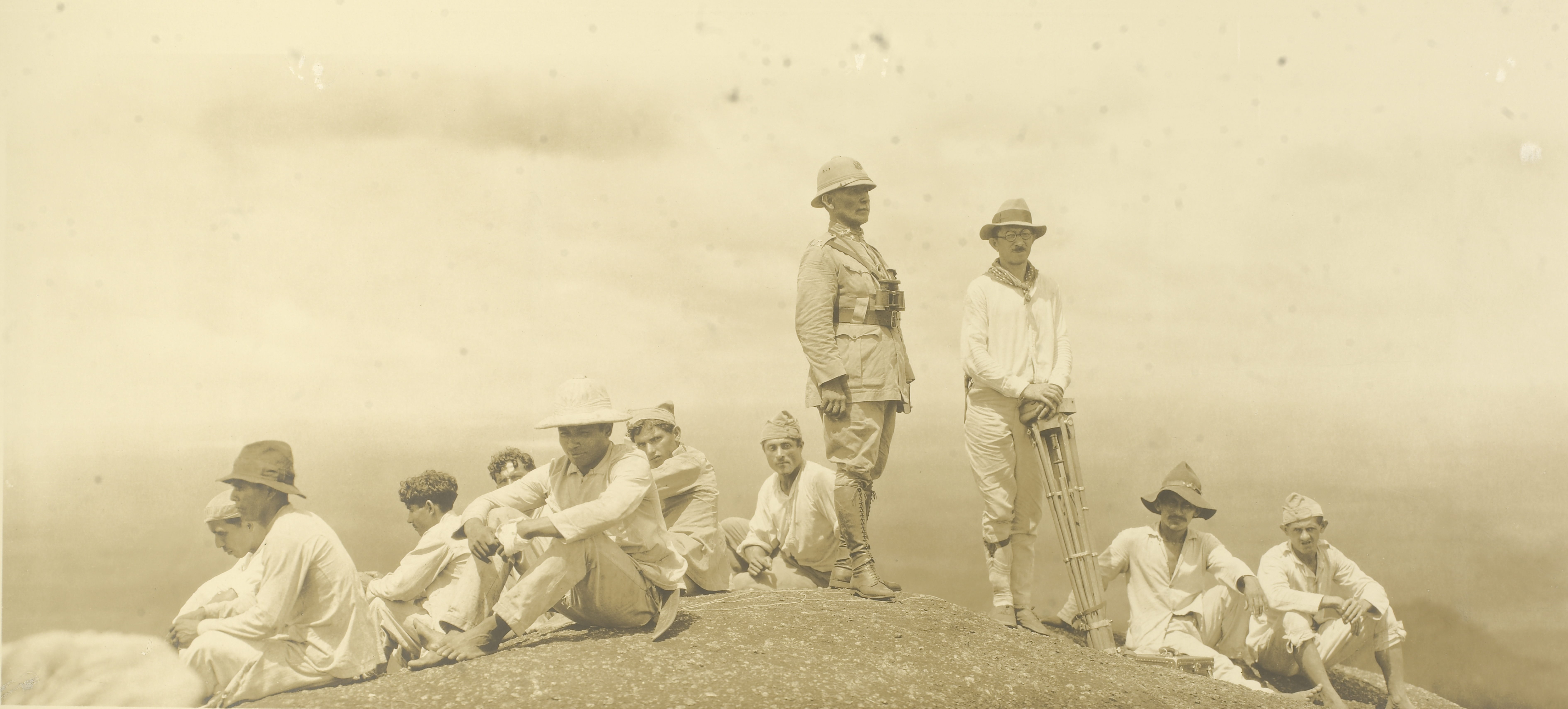
Il maresciallo Cândido Rondon con il suo gruppo di esplorazione sulla cima della Piedra del Cocuy, nel corso della Expedición de la Comisión de Inspección de fronteras (1929-1930).

La Piedra del Cocuy (in lingua portoghese: Pedra do Cucuí) è una formazione di roccia ignea intrusiva con le caratteristiche proprie di un duomo di erosione, la cui età di formazione risale al Precambriano.

## Localizzazione
La Piedra del Cocuy si trova in Venezuela, all'interno dell'area protetta denominata Monumento natural Piedra del Cocuy, nei pressi del punto triplo di incontro con i confini del Brasile e della Colombia, ai limiti del bacino del Rio delle Amazzoni e dell'Orinoco, una posizione molto importante per la geografia dei tre paesi coinvolti.
Da un punto di vista amministrativo, la Piedra è situata nella municipalità del Río Negro, nello Stato venezuelano di Amazonas. Anche se in alcuni testi di geografia la Piedra viene citata come posta nel punto di incontro dei tre confini, essa è interamente in territorio venezuelano e il vero punto di incontro si trova poco lontano, circa 6 km più a ovest ed è posto sull'isola fluviale di San José, nel fiume Rio Negro. I due paesi più vicini delle due altre nazioni confinanti sono Inírida nel Dipartimento di Guainía in Colombia e São Gabriel da Cachoeira nello Stato brasiliano delle Amazonas.

## Caratteristiche
Date le sue caratteristiche, la Piedra del Cocuy è classificata come monadnock, cioè un'elevazione isolata dal contesto circostante; si innalza di circa 450 m al di sopra della pianura circostante.
Chiaramente visibile dalla pianura circostante, la sua forma è caratterizzata da tre pinnacoli quasi verticali. Sulla Piedra del Cocuy sono fiorite molte leggende del gruppo etnico locale dei Baniwa.